# 2406 Orelskaya
2406 Orelskaya este un asteroid din centura principală, descoperit pe 20 august 1966 de Observatorul din Crimeea.